# Elmar Beierstettel
Elmar Beierstettel (Assamstadt, 8 novembre 1948 – Tauberbischofsheim, 13 novembre 1985) è stato uno schermidore tedesco, vincitore di due medaglie d'argento ai campionati mondiali di scherma.